# 템플턴상
템플턴상(Templeton Prize)은 1972년 영국의 사업자이자 투자자였던 존 템플턴이 제정한 상이다. 1973년부터 생명의 영혼성, 정신성을 확증해주는 데 탁월하게 기여한 공을 기리는 인류애와 종교적 성취가 뛰어난 인물에게 시상하는 상이며 종교계의 노벨상이라 불리며, 개인이 받을 수 있는 상 중에서 이브라힘 상 다음으로 세계에서 가장 많은 상금이 수여되는 상이다. 정식 명칭은 '영적 진실에 관한 연구와 발견의 진전을 기리는 템플턴상'(Templeton Prize for Progress Toward Research or Discoveries About Spiritual Realities)이다.

## 제정
월스트리트에서 "월스트리트의 살아있는 전설이라고 불릴 정도로 역사상 가장 뛰어난 투자자 중 한 명이자 글로벌 펀드라는 새로운 분야를 개척한 창조적인 펀드매니저로 손꼽혔던 존 템플턴이 1972년 노벨상에 종교 부문이 없는 것을 안타깝게 여겨 존 템플턴 재단을 설립하고 기금 3만 4000파운드를 상금으로 내놓아 제정하였다.

## 수상
매년 종교 분야에서 인류를 위해 크게 이바지한 인물들에게 시상한다. 존 템플턴 재단에서 주관하며, 심사위원은 9명으로 이루어져 있다.
시상식 행사는 크게 두 가지로 구분되는데, 해당 연도 수상자의 연설을 듣는 공식 행사는 매년 장소를 바꾸어 가며 거행되고, 수상패와 수상금 수여식만은 항상 영국의 버킹엄 궁전에서 이루어진다.
노벨상과 함께 세계에서 가장 많은 상금이 수여되는 상으로, 140만 달러 이상의 상금이 주어진다. 3년마다 세계 150개의 종교단체의 대표자가 수상하며 대한민국에서는 1992년 한경직 목사가 첫 수상자가 되면서 시상식 자리에서 102만 달러의 상금을 북한 돕기 성금으로 기탁하고 자신의 일제강점기 당시 신사참배 한 죄를 고백했다.

## 역대 수상자
- 제1회 1973년:  테레사 수녀
- 제2회 1974년:  로제 수사
- 제3회 1975년:  사르베팔리 라다크리슈난 대통령
- 제4회 1976년:  레오 조셉 쉬에난스 브뤼셀 대주교
- 제5회 1977년:  치아라 루비치
- 제6회 1978년:  토마스 토렌스 스코틀랜드 교회 지도자
- 제7회 1979년:  니코 니와노 불교지도자
- 제8회 1980년:  랄프 웬델 버후
- 제9회 1981년:  시슬리 손더스
- 제10회 1982년:  빌리 그레이엄 목사
- 제11회 1983년:  알렉산드르 솔제니친 작가
- 제12회 1984년:  마이클 보르도 목사
- 제13회 1985년:  앨리스터 하디
- 제14회 1986년:  제임스 I. 맥코드
- 제15회 1987년:  스탠리 재키
- 제16회 1988년:  이나물라 칸
- 제17회 1989년:  칼 프리드리히 폰 바이체거
- 제18회 1990년:  바바 암테,  찰스 버치
- 제19회 1991년:  임마누엘 야코보비츠
- 제20회 1992년:  한경직 목사
- 제21회 1993년:  찰스 콜슨 전도자
- 제22회 1994년:  마이클 노박
- 제23회 1995년:  폴 데이비스
- 제24회 1996년:  빌 브라이트 C.C.C. 국제총재
- 제25회 1997년:  판더랑 샤스리 아프타벨Pandurang Shastri Athavale
- 제26회 1998년:  지그문트 스턴버그
- 제27회 1999년:  이안 바버
- 제28회 2000년:  프리먼 다이슨
- 제29회 2001년:  아서 피콕
- 제30회 2002년:  존 폴킹혼
- 제31회 2003년:  홈즈 롤스턴 3세 교수
- 제32회 2004년:  조지 엘리스 박사
- 제33회 2005년:  찰스 하드 타운스 박사
- 제34회 2006년:  존 D. 배로 교수
- 제35회 2007년:  찰스 테일러 교수
- 제36회 2008년:  미하우 헬레르 신부
- 제37회 2009년:  베르나르 데스파냐 교수
- 제38회 2010년:  프란시스코 아얄라 교수
- 제39회 2011년:  마틴 J. 리스 교수
- 제40회 2012년:  제14대 달라이 라마
- 제41회 2013년:  데즈먼드 투투 대주교
- 제42회 2014년:  토마시 할리크 신부
- 제43회 2015년:  장 바니에
- 제44회 2016년:  조너선 색스
- 제45회 2017년:  앨빈 플랜팅가
- 제46회 2018년:  압둘라 2세 요르단 국왕
- 제47회 2019년:  마르셀로 글라이저(Marcelo Gleiser) 다트머스 대학교 물리학, 천문학 교수
- 제48회 2020년:  프랜시스 콜린스
- 제49회 2021년: 제인 구달
- 제50회 2022년: 프랭크 윌체크